# Baron von Raschke
James Donald Raschke, meglio conosciuto con il ring name Baron von Raschke (Omaha, 17 ottobre 1940), è un ex wrestler statunitense, attivo soprattutto tra gli anni sessanta e ottanta  nella American Wrestling Association, dove ha conquistato l'AWA World Tag Team Championship, e nella National Wrestling Alliance dove vinse il NWA World Tag Team Championship in diverse occasioni.

## Carriera
Dopo trascorsi di successo come lottatore amatoriale, giocatore di football al college, ed un breve periodo passato nell'esercito degli Stati Uniti, James Raschke iniziò la carriera nel wrestling professionistico nel 1966 militando nella American Wrestling Association in qualità di arbitro. Presto iniziò a combattere sul ring come lottatore con il nome Jim Raschke. Successivamente modificò il suo ring name in Baron von Raschke dichiarando di provenire dalla Germania. Interpretava la parte del cattivo e la sua mossa finale era conosciuta con il nome "brainclaw", una specie di pressione che Raschke esercitava sul cranio dell'avversario con il palmo della sua enorme mano portando il malcapitato allo svenimento.

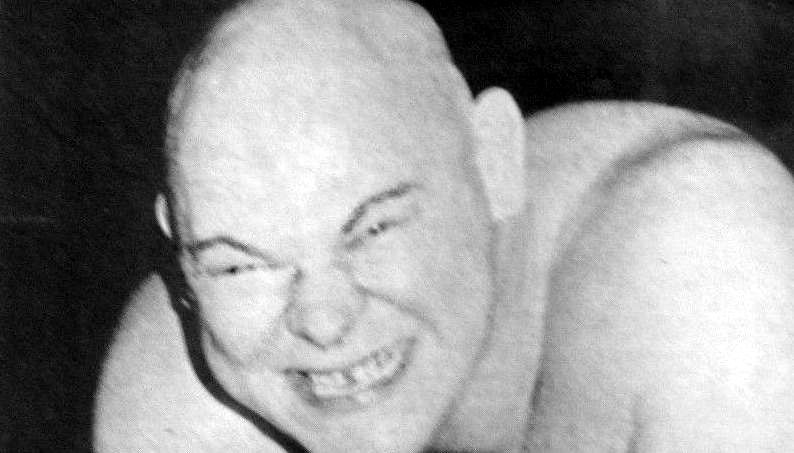
Baron von Raschke nel 1975

Durante gli anni settanta e l'inizio degli ottanta Raschke detenne numerosi titoli singoli e di coppia conquistati in federazioni satelliti dell'NWA e dell'AWA, combattendo anche sporadicamente nella WWWF dove la sua "finisher" venne addirittura "censurata" da una grossa "X" rossa in TV a causa del copioso sanguinamento che provocava negli avversari. Nel 1978 venne riconosciuto come primo NWA Television Champion (il titolo Mid Atlantic Television aveva infatti cambiato nome).
Nel maggio 1984, Raschke e The Crusher sconfissero Jerry Blackwell e Ken Patera vincendo l'AWA World Tag Team Title. I due persero le cinture nell'agosto seguente per mano dei Road Warriors.

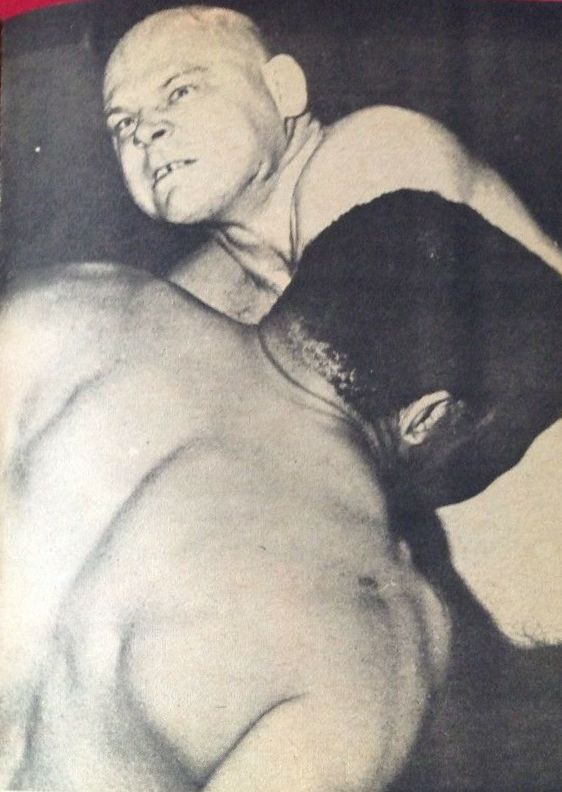
Baron von Raschke nel 1973

Nel 1986, Baron von Raschke lottò nella Jim Crockett Promotions dell'NWA riunendosi con l'ex tag team partner Paul Jones (diventato nel frattempo un manager) entrando a far parte della stable "Paul Jones' Army". Combatté anche come sostituto dell'infortunato Krusher Khruschev difendendo il titolo NWA World Six-Man Championship insieme a Ivan e Nikita Koloff.

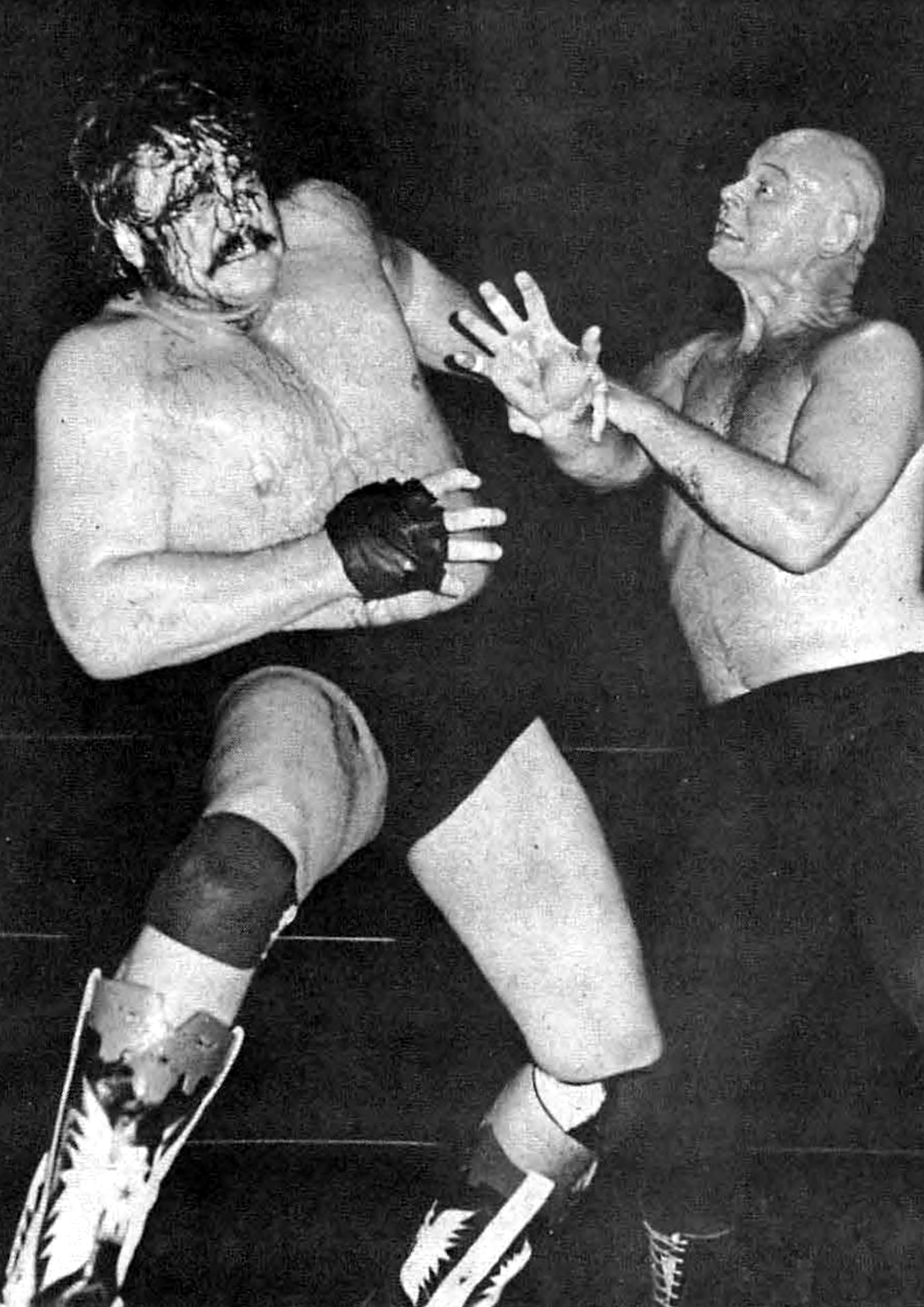
Von Raschke nel 1979 durante un match con Blackjack Mulligan

Nel 1988 trascorse anche un breve periodo nella World Wrestling Federation in qualità di manager di The Barbarian e The Warlord (i Powers of Pain) utilizzando lo pseudonimo The Baron, ma venne ben presto licenziato dalla federazione, poiché la dirigenza WWF non voleva che il suo personaggio così "dark" heel ricevesse attestati di stima e simpatia dal pubblico come invece stava avvenendo.
Alla fine del 1988, Raschke ricomparve nell'AWA, tornando a combattere sul ring in un feud con Soldat Ustinov e Teijho Khan. Quando l'AWA fallì, Raschke continuò a combattere per federazioni indipendenti del Minnesota, ritirandosi definitivamente nel 1995.
Nel 1993 Raschke prese parte al "match delle leggende" alla serata inaugurale WCW dell'evento Slamboree: A Legend's Reunion. Fece coppia con Ivan Koloff, perdendo contro Thunderbolt Patterson e Brad Armstrong.
Quando non era impegnato sul ring, Raschke lavorava come insegnante supplente. Ritiratosi dal wrestling, Raschke acquistò e diresse un negozietto di bric-à-brac chiamato The Wigwam a Lake George, Minnesota. Vendette poi il locale nel 2000.
Nell'aprile 2007 James Raschke iniziò a recitare al Minnesota History Theatre in una piece teatrale basata sulla sua vita, e il periodo trascorso nella AWA. Il copione racconta di come un uomo comune e mite diede vita ad una gimmick sul ring che lo rese una delle figure più odiate dal pubblico, tanto che spesso lui e il suo partner di coppia (e amico nella vita reale) Mad Dog Vachon dovevano letteralmente combattere con i fan per riuscire ad uscire dal ring.

## Personaggio

### Mossa finale
- Brainclaw

### Soprannome
- "The Baron"

## Titoli e riconoscimenti

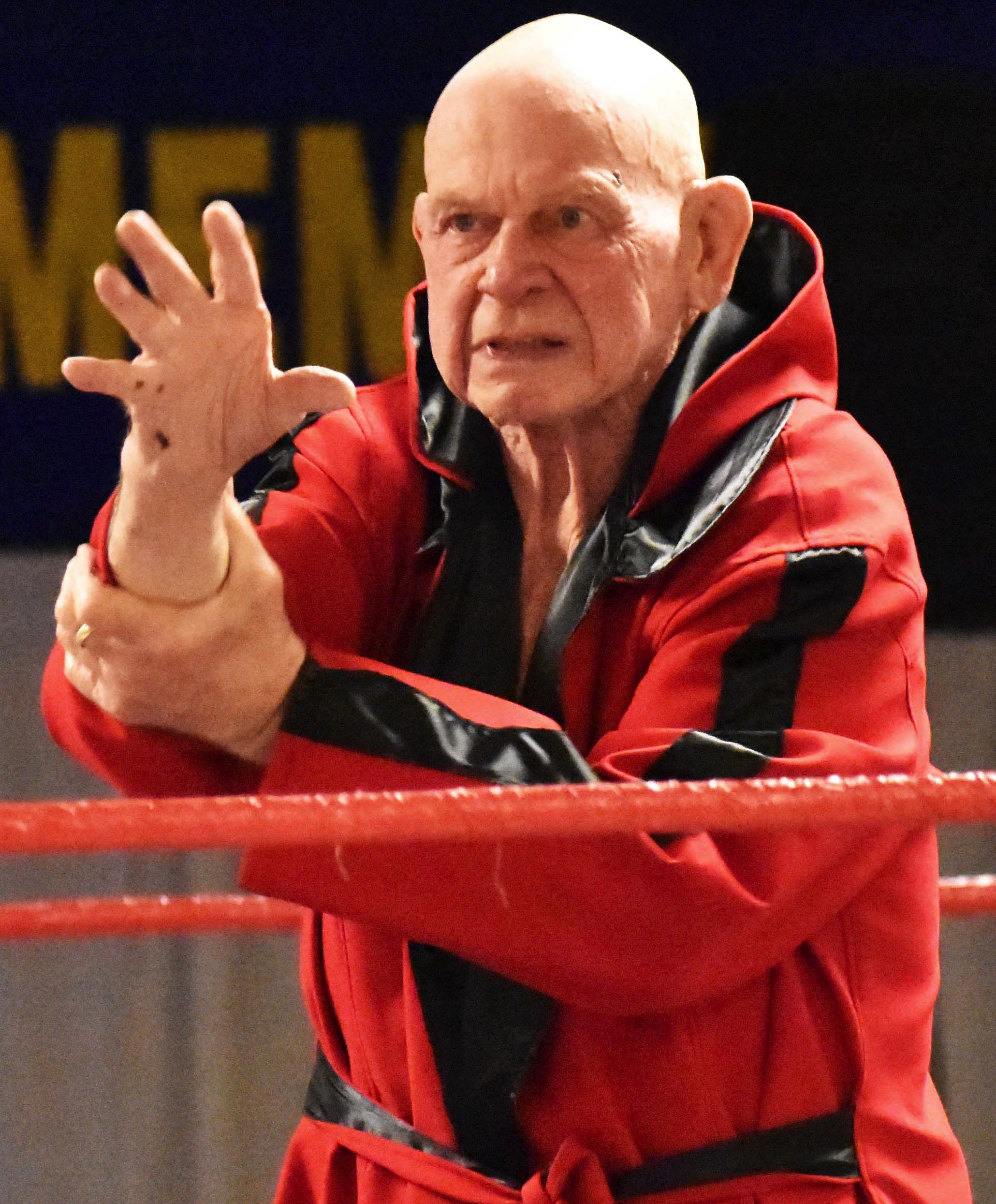
Baron Von Raschke nell'aprile 2019

### Wrestling amatoriale
- 1958 Nebraska State High School Heavyweight Championship (Omaha North High School)
- 1961 National Collegiate Athletic Association All-American (University of Nebraska)
- 1962 National Collegiate Athletic Association All-American (University of Nebraska)
- 1962 Big Eight Conference Heavyweight Championship (University of Nebraska)
- 1963 World Games Medaglia di bronzo
- 1964 Olympic Team qualificato
- 1964 Amateur Athletic Union Freestyle Championship
- 1964 Amateur Athletic Union Greco-Roman Championship
- 1965 Worldwide Interservice Wrestling Championship (United States Army)
- 1985 Introdotto nella Hall of Fame Nebraska Scholastic Wrestling Coaches Association

### High school football
- 1957 Nebraska State Championship; Omaha North High School

### Wrestling professionistico
- American Wrestling Association
  - AWA World Tag Team Championship (1) - con Crusher Lisowski
- Cauliflower Alley Club
  - Other honoree (2004)
- Central States Wrestling
  - NWA World Tag Team Championship (Central States version) (1) -  con Maurice Vachon
  - NWA North American Tag Team Championship (Central States version) (1) - con Harley Race
- Championship Wrestling from Florida
  - NWA Florida Television Championship (1)
- Georgia Championship Wrestling
  - NWA Georgia Heavyweight Championship (1)
- International Wrestling Association
  - IWA International Heavyweight Championship (1)
- International Wrestling Institute and Museum
  - George Tragos/Lou Thesz Professional Wrestling Hall of Fame (classe del 2002)
- Mid-Atlantic Championship Wrestling
  - NWA Television Championship (2)
  - NWA World Six-Man Tag Team Championship (1); con Ivan & Nikita Koloff quando Krusher Khruschev era infortunato
  - NWA World Tag Team Championship (Mid-Atlantic version) (3); con Paul Jones (2) & Greg Valentine (1)
- NWA Big Time Wrestling
  - NWA American Heavyweight Championship (1)
  - NWA Brass Knuckles Championship (Texas version) (1)
- Pro Wrestling America
  - PWA Tag Team Championship (2); con Ken Patera (1) & Brad Rheingans (1)
- Pro Wrestling Illustrated
  - 306º tra i 500 migliori wrestler singoli nella PWI 500 (2003)
- Professional Wrestling Hall of Fame and Museum
  - (Classe del 2013) - TV Era
- St. Louis Wrestling Hall of Fame
- World Wrestling Association
  - WWA World Heavyweight Championship (3)
  - WWA World Tag Team Championship (1); con Ernie Ladd[2]
- Wrestling Observer Newsletter
  - Worst Tag Team (1984) - con The Crusher
- Altri titoli
  - NSW Tag Team Championship (1)- con Tommy Jammer